# Oskar Hintrager

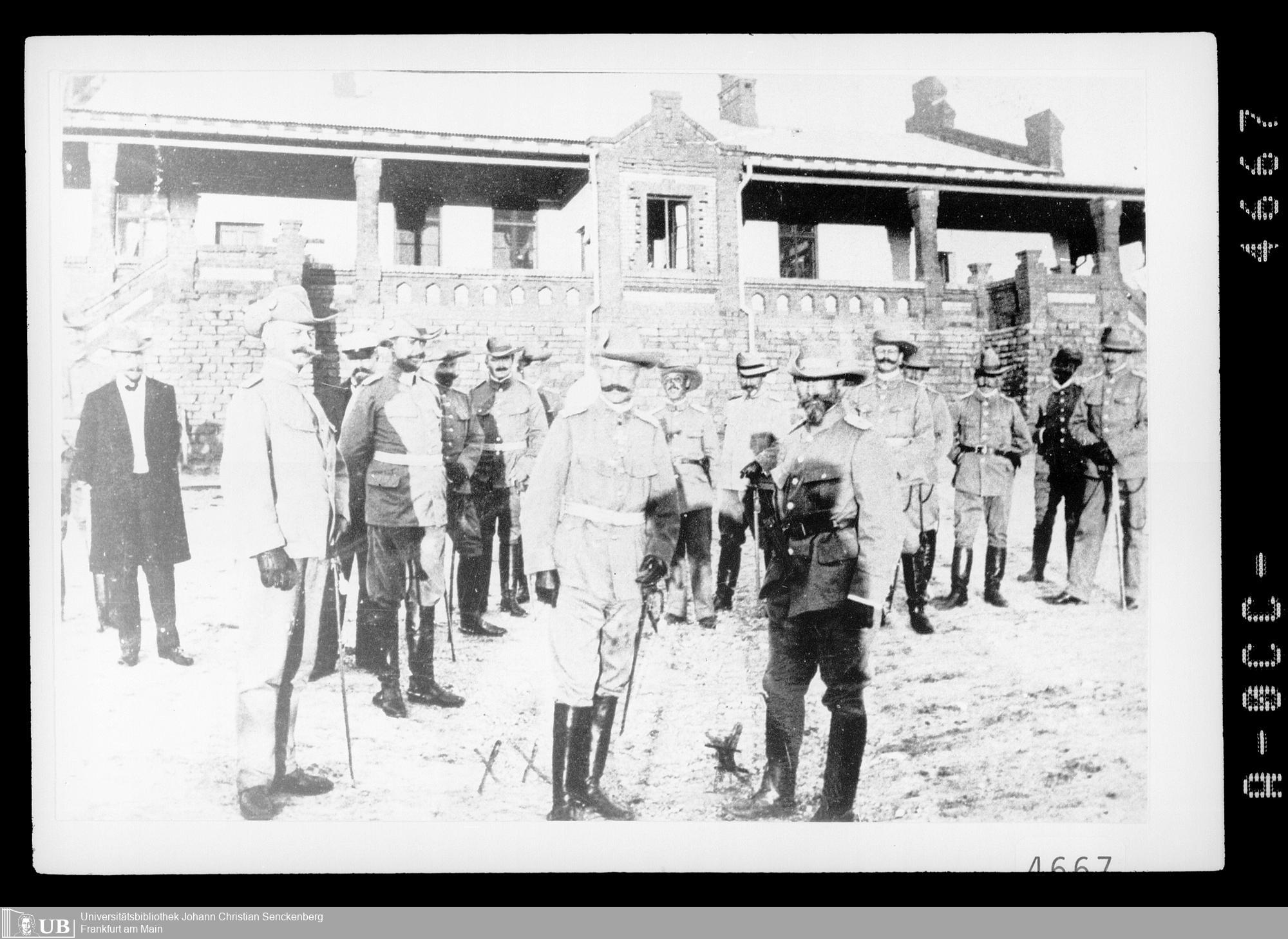
Hintrager (links), daneben Deinling und Von Estorff (um 1910)

Oskar Hintrager (* 11. Oktober 1871 in Reutlingen; † 1960) war ein deutscher Verwaltungsjurist.
Von 1890 bis 1894 studierte er Rechtswissenschaft in Tübingen, Leipzig und Berlin. 1906 wurde er Geheimrat, 1. Referent und stellvertretender Gouverneur in Deutsch-Südwestafrika. Hintrager hielt einen Doktorgrad.

## Schriften (Auswahl)
- Deutsche Mitarbeit an der Erforschung und Entwicklung Südafrikas. München 1932, OCLC 668192266.
- Mit General de Wet und Präsident Steyn. Tagebuchblätter aus dem Burenkrieg. Hermansburg 1949, OCLC 68207615.
- Geschichte von Südafrika. München 1952, OCLC 611798530.
- Südwestafrika in der deutschen Zeit. München 1955.